# Příběh Audrey Hepburnové
Příběh Audrey Hepburnové (org. The Audrey Hepburn Story) je americký životopisný televizní film režiséra Stevena Robmana z roku 2000 o proslulé herečce Audrey Hepburnové. Hlavní roli zde ztvárnila americká herečka, zpěvačka a režisérka Jennifer Love Hewittová, která byla i koproducentkou tohoto snímku.

## Děj
Děj celého filmu je pojat jakožto volné vzpomínkové pásmo odehrávající se během natáčení snímku Snídaně u Tiffanyho.

### 1. díl
Děj začíná v raném dětství v době kdy s rodinou žil i její otec Joseph Ruston, Audrey mnoho let vzpomínala především na jejich společnou návštěvu lunaparku s dětským kolotočem, kdy s ní její otec tančil držíc jí ve svém náručí. Následuje bolestný odchod jejího otce od rodiny. Dále jsou zde vyobrazeny události před 2. světovou válkou, kdy Audrey pobývala na dívčí škole v Anglii (celý život měla po svém otci britské státní občanství), zde také zahájila svá první studia tance. Neplánovaný návrat letecky do Nizozemska k matce Elle těsně před vypuknutím 2. světové války, kdy se na londýnském letišti po letech opět setkala se svým otcem Josephem Rustonem, který byl během jejího odletu (coby britský fašista) zatčen a posléze internován. Následuje velmi těžké období nacistické okupace Nizozemska, kdy Audrey pobývala v rodovém sídle svého dědečka v Arnhemu (její nedobré zážitky z nepříliš povedené spojenecké operace Market Garden zde byly zcela vynechány - část této operace probíhala přímo na pozemcích jejich rodiny van Heemstra), včetně zapojení její rodiny do nizozemského protifašistického odboje. Následuje scéna z vysvobození Holandska Spojenci, její poválečný pobyt v Londýně a studium baletu (zcela vynechány zde byly poválečné události v Nizozemsku). Odchod z baletní školy a účinkování v londýnských kabaretech (zcela vynechána byla její práce modelky), natáčení prvních malých filmových rolí v nevýznamných britských filmech, kde se náhodně seznámila s bohatým velkopodnikatelem lordem Jamesem Hansonem. Účinkování v britsko-francouzské filmové komedii Monte Carlo Baby z roku 1952, při kterém se Audrey náhodně seznámila s francouzskou spisovatelkou Colette, která zrovna v Monte Carlu v době natáčení filmu pobývala. Colette Audrey nabídla účinkování v divadelní hře Gigi na Broadwayi v New Yorku, šlo o hru, jenž byla vytvořena podle úspěšného Colettina stejnojmenného románu. V době, kdy se Audrey v Londýně ucházela o tuto divadelní roli přišla další nabídka od režiséra hollywoodského filmu studia Paramount Pictures Prázdniny v Římě Billy Wildera. Následuje ukázka z kamerových zkoušek k tomuto filmu, které byly natáčeny v roce 1951 režisérem Thoroldem Dickinsonem v Londýně.

### 2. díl
Druhý díl začíná jejím příchodem do newyorského Fultonova divadla na Broadwayi. Následují problémy, které se odehrávaly během divadelních zkoušek (Audrey nebyla studovaná herečka a divadelní práci se učila na poslední chvíli), úspěšná premiéra hry, večírek po premiéře, rozchod s lordem Jamesem Hansonem. Scény z natáčení filmu Prázdniny v Římě s Gregory Peckem, který ji poté seznámil se svým dobrým přítelem režisérem a hercem Melem Ferrerem. Návštěva Audrey v Paříži u módního návrháře a kostýmního výtvarníka Huberta de Givenchy, který ji poprvé navrhoval šaty do filmu Sabrina. Následuje ukázka z natáčení filmu Sabrina, kde se seznámila a prožila milostný románek s kolegou a přítelem Williamem Holdenem. Dále pak sblížení s hercem a režisérem Melem Ferrerem a jejich svatba, účinkování ve hře Ondine na Broadwayi včetně vyhlášení nominace a následně i zisku Oscara za film Prázdniny v Římě (vynechán je ale zisk ceny Tony za Ondinu a natáčení několika dalších filmů, o nichž zde padne pouze krátká slovní zmínka). Následuje ukázka z natáčení filmu Příběh jeptišky, který se částečně odehrává v Africe v někdejším Belgickém Kongu. Zde se také poprvé osobně setkala s bývalou řádovou sestrou Gabriellou van der Mal, kterou v tomto filmu ona sama hrála. Poté pak utrpěla těžký úraz páteře během natáčení filmového westernu Co se nepromíjí v Mexiku, kdy těhotná spadla z arabského koně, po níž následoval jeden z jejích potratů. Během hospitalizace v nemocnici je jí doručen jeden z dopisů od jejího otce Josepha Rustona, předešlé otcovy listy jí matka Ella úmyslně zatajovala. Audrey se za svým otcem poté vydá na osobní návštěvu do Irska, kde otec po 2. světové válce trvale žil. Následuje narození prvního syna Seana H. Ferrera a jeho křest ve Švýcarsku.
Celý snímek pak končí natáčením závěrečné scény z filmu Snídaně u Tiffanyho (zde se vyskytuje i slovní zmínka o přípravě k natáčení filmu My Fair Lady), z tohoto filmu zde pak v závěru zazní i známá filmová píseň Moon River.

## Obsazení
| Jennifer Love Hewitt | Audrey Hepburnová             |
| Frances Fisher       | matka, Ella van Heemstra      |
| Keir Dullea          | otec, Joseph Hepburn          |
| Gabriel Macht        | William Holden                |
| Peter Giles          | James Hanson                  |
| Eric McCormack       | Mel Ferrer                    |
| Seana Kofoed         | Kay Kendall                   |
| Michael J. Burg      | Truman Capote                 |
| Emmy Rossum          | Audrey Hepburnová (12-16 let) |
| Sarah Hyland         | Audrey Hepburnová (8 let)     |